# Al-Mubarraz
Al-Mubarraz o Al-Mobarraz (en àrab المبرز, al-Mubarraz) és una de les principals ciutat de la governació d'Al-Hassà a l'Aràbia Saudita, la segona en importància després de Hufuf.
Philby diu que el seu nom deriva de "baraza" (sortir, aparèixer) però això mai ha estat comprovat. La ciutat és a només 5 km al nord de Hufuf i antigament fou un centre de caravanes, i primera parada per les que sortien d'al-Hofuf. Durant segles fou el segon centre agrícola d'Al-Hassà després d'al-Hofuf i s'hi celebra tradicionalment un mercat setmanal per tot el districte. Sadleir va visitar la ciutat el 1819 i diu que estava ben abastida d'aigua i que tenia uns deu mil habitants, estant rodejada per un mur de rajola i una rasa. Vers el 1900 el mur ja estava en ruïnes i hi havia un petit fort a l'oest a Kasr Sahud on segons la Gaseta d'Aràbia de 1917 els otomans hi tenien una guarnició (una companyia d'infanteria). Philby va visitar la vila el 1917 i diu que la població era àrab i en un 80% sunnita. Vers 1955 la població s'estimava en unes 20.000 persones (28.000 segons Vidal). Després de 1970 l'expansió d'al-Hofuf fou imparable i finalment ha absorbit de fet al-Mubarraz.